# Teucrium carthaginense
La zamarrilla de Cartagena o Teucrium carthaginense es una especie de la familia Lamiaceae, endémica de la sierra Minera de Cartagena-La Unión, desde cabo de Palos hasta la ciudad de Cartagena. 
Aunque es relativamente abundante en su área de distribución, lo reducido de ésta hace que esté considerada como especie vulnerable por la legislación de la Región de Murcia. La mayor parte de sus poblaciones están protegidas dentro del parque regional de Calblanque, Monte de las Cenizas y Peña del Águila.

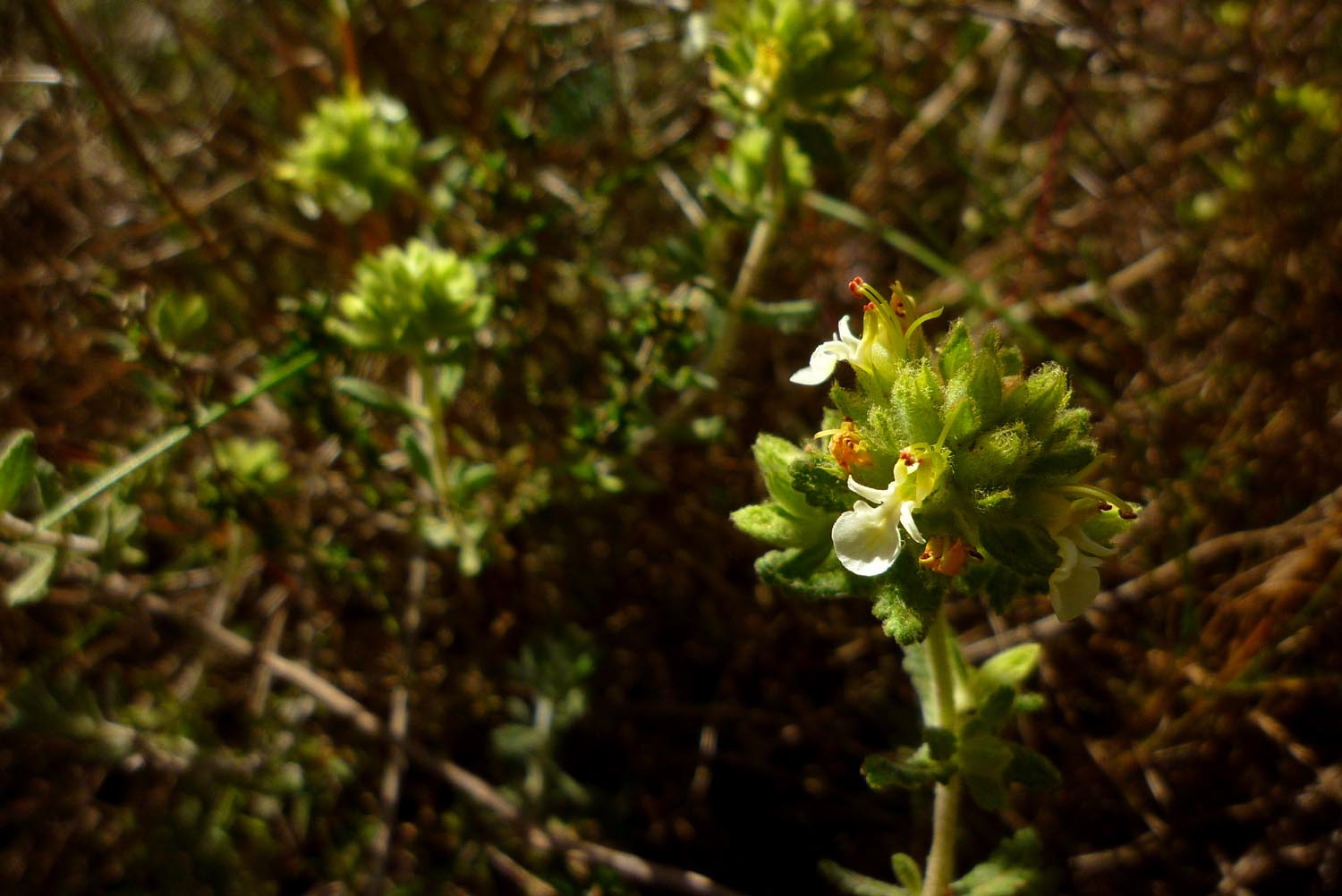
Detalle de la flor.